# 안데르송 미게우 다 시우바
안데르송 미게우 다 시우바(포르투갈어: Ânderson Miguel da Silva, 1983년 7월 28일 ~ )는 네네(Nenê)라는 이름으로 알려져있는 브라질의 축구 선수로 현재 포르투갈 세군다리가의 UD 빌라브랑켄스에서 뛰고 있다.

## 수상

### 개인
- 프리메이라 리가: 득점왕 2008–09 (20골)